# US tenniskampioenschap 1952
De 72e editie van het Amerikaanse grandslamtoernooi, het US tenniskampioenschap 1952, werd gehouden tussen 18 augustus en 8 september 1952. Voor de vrouwen was het de 66e editie. De dubbelspeltoernooien (mannen, vrouwen, niet gemengd) werden van 18 tot en met 24 augustus gespeeld op de Longwood Cricket Club in Brookline (Massachusetts). Het enkelspel en het gemengd dubbelspel ontrolden zich van 29 augustus tot en met 8 september op de West Side Tennis Club in Forest Hills, een wijk in het stadsdeel Queens in New York.
De Australiërs Ken McGregor en Frank Sedgman waren op jacht naar hun tweede grand slam op rij, maar zij verloren in de finale van Rose en Seixas. De rolstoeltennisster Diede de Groot was in 2022 de eerste die twee opeenvolgende jaren alle vier grandslamtoernooien won in één discipline.

## Belangrijkste uitslagen
Mannenenkelspel

Finale: Frank Sedgman (Australië) won van Gardnar Mulloy (VS) met 6-1, 6-2, 6-3 
Vrouwenenkelspel

Finale: Maureen Connolly (VS) won van Doris Hart (VS) met 6-3, 7-5 
Mannendubbelspel

Finale: Mervyn Rose (Australië) en Vic Seixas (VS) wonnen van Ken McGregor (Australië) en Frank Sedgman (Australië) met 3-6, 10-8, 10-8, 6-8, 8-6 
Vrouwendubbelspel

Finale: Shirley Fry (VS) en Doris Hart (VS) wonnen van Louise Brough (VS) en Maureen Connolly (VS) met 10-8, 6-4 
Gemengd dubbelspel

Finale: Doris Hart (VS) en Frank Sedgman (Australië) wonnen van Thelma Coyne-Long (Australië) en Lew Hoad (Australië) met 6-3, 7-5 
Een toernooi voor junioren werd voor het eerst in 1973 gespeeld.
1881 · 1882 · 1883 · 1884 · 1885 · 1886 · 1887 · 1888 · 1889 · 1890 · 1891 · 1892 · 1893 · 1894 · 1895 · 1896 · 1897 · 1898 · 1899 · 1900 · 1901 · 1902 · 1903 · 1904 · 1905 · 1906 · 1907 · 1908 · 1909 · 1910 · 1911 · 1912 · 1913 · 1914 · 1915 · 1916 · 1917 · 1918 · 1919 · 1920 · 1921 · 1922 · 1923 · 1924 · 1925 · 1926 · 1927 · 1928 · 1929 · 1930 · 1931 · 1932 · 1933 · 1934 · 1935 · 1936 · 1937 · 1938 · 1939 · 1940 · 1941 · 1942 · 1943 · 1944 · 1945 · 1946 · 1947 · 1948 · 1949 · 1950 · 1951 · 1952 · 1953 · 1954 · 1955 · 1956 · 1957 · 1958 · 1959 · 1960 · 1961 · 1962 · 1963 · 1964 · 1965 · 1966 · 1967
↓ open tijdperk ↓
1968 (m-v-md-vd-gd) ·
1969 (m-v-md-vd-gd) ·
1970 (m-v-md-vd-gd) ·
1971 (m-v-md-vd-gd) ·
1972 (m-v-md-vd-gd) ·
1973 (m-v-md-vd-gd) ·
1974 (m-v-md-vd-gd) ·
1975 (m-v-md-vd-gd) ·
1976 (m-v-md-vd-gd) ·
1977 (m-v-md-vd-gd) ·
1978 (m-v-md-vd-gd) ·
1979 (m-v-md-vd-gd) ·
1980 (m-v-md-vd-gd) ·
1981 (m-v-md-vd-gd) ·
1982 (m-v-md-vd-gd) ·
1983 (m-v-md-vd-gd) ·
1984 (m-v-md-vd-gd) ·
1985 (m-v-md-vd-gd) ·
1986 (m-v-md-vd-gd) ·
1987 (m-v-md-vd-gd) ·
1988 (m-v-md-vd-gd) ·
1989 (m-v-md-vd-gd) ·
1990 (m-v-md-vd-gd) ·
1991 (m-v-md-vd-gd) ·
1992 (m-v-md-vd-gd) ·
1993 (m-v-md-vd-gd) ·
1994 (m-v-md-vd-gd) ·
1995 (m-v-md-vd-gd) ·
1996 (m-v-md-vd-gd) ·
1997 (m-v-md-vd-gd) ·
1998 (m-v-md-vd-gd) ·
1999 (m-v-md-vd-gd) ·
2000 (m-v-md-vd-gd) ·
2001 (m-v-md-vd-gd) ·
2002 (m-v-md-vd-gd) ·
2003 (m-v-md-vd-gd) ·
2004 (m-v-md-vd-gd) ·
2005 (m-v-md-vd-gd) ·
2006 (m-v-md-vd-gd) ·
2007 (m-v-md-vd-gd) ·
2008 (m-v-md-vd-gd) ·
2009 (m-v-md-vd-gd) ·
2010 (m-v-md-vd-gd) ·
2011 (m-v-md-vd-gd) ·
2012 (m-v-md-vd-gd) ·
2013 (m-v-md-vd-gd) ·
2014 (m-v-md-vd-gd) ·
2015 (m-v-md-vd-gd) ·
2016 (m-v-md-vd-gd) ·
2017 (m-v-md-vd-gd) ·
2018 (m-v-md-vd-gd) ·
2019 (m-v-md-vd-gd) ·
2020 (m-v-md-vd) ·
2021 (m-v-md-vd-gd) ·
2022 (m-v-md-vd-gd) ·
2023 (m-v-md-vd-gd)  ·
2024 (m-v-md-vd-gd)
Lijst van US Openwinnaars